# 787 Moskva
787 Moskva este un asteroid din centura principală, descoperit pe 20 aprilie 1914, de Grigori Neuimin.